# Polove, Sînelnîkove
Polove (în ucraineană Польове) este un sat în așezarea urbană Slavhorod din raionul Sînelnîkove, regiunea Dnipropetrovsk, Ucraina.

## Demografie
Componența lingvistică a localității Polove
     Ucraineană (92,47%)
     Rusă (6,85%)
Conform recensământului din 2001, majoritatea populației localității Polove era vorbitoare de ucraineană (92,47%), existând în minoritate și vorbitori de rusă (6,85%).